# ...Make You Breathe
...Make You Breathe è il primo album di studio del gruppo musicale svedese Takida, pubblicato nel 2006.

## Tracce
1. Losing – 3:52
2. Jaded – 3:12
3. Die Alone – 4:07
4. D.H.C. – 4:03
5. Alive – 4:31
6. Broken – 3:10
7. Reason to Cry – 3:55
8. Burning Inside – 3:53
9. Evil Eye – 4:32
10. What Doesn't Kill You – 3:05
11. Sanctuary – Here We Are – 4:02